# Niels Versteijnen
Niels Versteijnen (Tilburg, 3 februari 2000) is een Nederlandse handballer die sinds 2020 een dubbel speelrecht heeft bij zowel het Duitse VfL Lübeck-Schwartau als SG Flensburg-Handewitt. Hiervoor doorliep hij de jeugdopleiding bij White Demons en Tachos.
Versteijnen speelde zijn eerste interland op 25 oktober 2018 tegen Estland. Ook was hij deel van de Nederlandse selectie die meedeed aan het EK 2020. 